# Depot von Kosořice
Das Depot von Kosořice (auch Hortfund von Kosořice) ist ein Depotfund der frühbronzezeitlichen Aunjetitzer Kultur aus Kosořice im Středočeský kraj, Tschechien. Es datiert in die Zeit zwischen 2000 und 1800 v. Chr. Das Depot befindet sich heute im Nationalmuseum in Prag.

## Fundgeschichte
Das Depot wurde nach Václav Moucha vor 1900 entdeckt, Tilmann Vachta nennt hingegen das Jahr 1894. Die genauen Fundumstände sind unbekannt.

## Zusammensetzung
Das Depot besteht aus acht Bronzegegenständen: zwei Armspiralen, drei massive Ovalringe und drei Randleistenbeile. Die Armspiralen wurden aus Bändern mit linsenförmigem Querschnitt gefertigt. Bei einer Spirale ist ein Ende abgerundet, das zweite ist neuzeitlich abgebrochen, ebenso beide Enden der zweiten Spirale. Von den Ovalringen besitzt der kleinere Pufferenden. Die beiden größeren besitzen verdünnte Enden mit Rillenverzierung. Alle drei weisen auf ihren Innenseiten eine Gussnaht auf.
Die Zugehörigkeit eines vierten Randleistenbeils zu diesem Depot ist zweifelhaft. Es wurde bei Kosořice in Richtung Rejšice gefunden und befindet sich heute im Museum von Dobrovice.